# クレイグ・フォレスト
クレイグ・フォレスト（Craig Lorne Forrest、1967年9月20日 – ）は元カナダ代表のサッカー選手であり、スポーツコメンテーターである。
彼はゴールキーパーとして、1985年から2002年までのすべてをイングランド、プレミアリーグのイプスウィッチ・タウン、チェルシー、ウェストハム・ユナイテッドのほか、フットボールリーグのコルチェスター・ユナイテッドでもプレーをした。彼には不名誉な記録として、プレミアリーグ最多失点記録をイプスウィッチにいた1995年3月に、マンチェスター・ユナイテッド戦で9-0での敗戦がある。カナダ代表では56試合に出場し、カナダを代表する選手だった。2012年、カナダサッカー協会の100周年記念での歴代ベストイレブンに選ばれた。

## クラブキャリア

### イプスウィッチ・タウン
ブリティッシュコロンビア州で生まれ育ったフォレストは、1984年にイングランドリーグのイプスウィッチ・タウンに入団し、1997年までクラブに貢献し、263試合に出場した。フォレストにとっての最初のファーストチームでの試合はローン移籍先のコルチェスター・ユナイテッドでの1987-88シーズンで、11試合に出場した。1988-1989シーズンから、1996-97シーズンはイプスウィッチ・タウンのゴールを守り、1991-1992シーズンには旧フットボールリーグ2部を制し、新設されたプレミアリーグへ昇格させた。これは彼にとって何物にも変えられない経験となった。彼はプレミアリーグ開幕試合に出場した、たった13人しかいない外国人選手のひとりだった。そして、1995年のオールド・トラッフォードでのマンチェスター・ユナイテッド戦での9-0のプレミアリーグ史上に残る歴史的大敗のゴールキーパーとして不運にもなった経験もある。
もっとポジティブな面から見てみると、彼のゴールキーパー技術によって、ユナイテッドに対して、リーグ草創期のまだ優位性があった頃、勝利に貢献している。プレミアリーグでの最初の3シーズンでの2回の機会においてのことであり、1993年2月のポートマン・ロードでの2-1、1994年9月の3-2の勝利である。それに加えて、1992年8月、1993年11月のオールド・トラッフォードでの引き分けもある。彼は1994年10月のプレミアリーグ月間最優秀GKになり、この頃には200万ポンドの引き合いがあったが、クラブ側が拒絶していた。彼はクラブが降格してからも忠誠を尽くし、さらに2シーズンを過ごした。1997年にはチェルシーにローン移籍をし、ルート・フリット監督の指導のもと、ジャンルカ・ヴィアリ、ジャンフランコ・ゾラとプレーした。チェルシーへの完全移籍はイプスウィッチ側に拒絶された。

### ウェストハム・ユナイテッド
フォレストは1997年夏に50万ポンドでウェストハム・ユナイテッドと契約した。彼は2002年の引退まで、ロンドン東部のファンのために、90年代後半から2000年代初頭まで、本拠地ブーリン・グラウンドでプレーした。2000年4月1日、再びマンチェスター・ユナイテッドから7-1の大差での敗北を喫するGKとなった。

## カナダ代表
フォレストは1987年のFIFA U-20ワールドカップに出場し、その後、A代表には1988年5月のチリ戦の親善試合でデビューを果たした。彼は56試合に出場し、パット・オンスタッドの持っていた、従来の代表出場試合数を抜き去り、2002年の代表引退までの零封試合数でも歴代最多記録を打ち立てた。彼の国際試合でのハイライトは、紛れもなく、2000年のCONCACAFゴールドカップでのカナダの優勝であり、フォレスト自身もトーナメントのMVPと、5試合での3失点に抑えた記録と、2つのPK阻止により、最優秀ゴールキーパー賞を受賞した。また、1994年のアメリカでのワールドカップ1か月前のブラジル代表を相手に1-1の引き分けに持ち込んだことも挙げられるだろう。2001年に日本で行われたコンフェデレーションズカップで、同じくブラジルに、今度は0-0に終わらせたことのほうがより素晴らしいことかもしれない。2012年、フォレストはカナダサッカー協会の100周年を記念してファンに選ばれた歴代ベストイレブンに選出された。

## メディアキャリア
フォレストはロジャース・スポーツネット(現:スポーツネット)のスポーツアナリストとしてのキャリアを、引退後すぐに始めた。彼はしばしば男子代表チーム、トロントFCでのキャスターの仕事をこなすとともに、スポーツネットの「サッカーセントラルマッチデー」という番組を受け持っている。また、彼は現在、FIFAのSOS子供の村アンバサダーとしての活動も行っている。

## タイトル

### 個人
- CONCACAFゴールドカップMVP : 2000年
- CONCACAFゴールドカップ最優秀ゴールキーパー : 2000年
- CONCACAFゴールドカップトーナメントチーム賞 : 2000年
- カナダ年間最優秀国際選手賞 : 1994年、2000年
- イプスウィッチ・タウン シーズン最優秀選手賞 : 1994-1995
- イプスウィッチ・タウン ファン選定シーズン最優秀選手賞: 1994-1995

### クラブ

#### イプスウィッチ・タウン
- フットボールリーグ2部 : 1991-1992

### 国代表

#### カナダ
- CONCACAFゴールドカップ : 2000年